# Liste von Rebsorten/G
Legende, Erläuterungen und Quellen: Siehe Hauptartikel!
Hinweise zu Änderungen bzw. Ergänzungen siehe Diskussion.
| Rebsorte - wichtige Synonyme | VIVC | Bild | Verw.   | H.  | Spe.  | Abstammung                                                                                            | Zü.J. | ha 2016 | Anbauländer |
| --- | ---- | ---- | ------- | --- | ----- | --- | ----- | ------- | --- |
| Gaglioppo - Aglianico di Cassano, Arvino, Gaglioppa |      |      | RWT     | ITA | V.Vi. | Sangiovese × Mantonico di Bianco                                                                      |       | 4.626   | Italien |
| Gaillard 2 - Gaillard Divers |      |      | RWT     | FRA | I. C. | Othello × Rupestris × Noah                                                                            | 1885  | 0       | Frankreich |
| Galanth - Gaillard Divers |      |      | TT      | DEU | I. C. | Solaris × Muscat Bleu                                                                                 | 1991  |         | |
| Galbena de Odobesti |      |      | WWT     | MDA | V.Vi. | |       | 417     | Rumänien |
| Galego Dourado - Galego, Pedro Luis |      |      | WWT     | PRT | V.Vi. | |       | 7       | Portugal, Südafrika |
| Galotta |      |      | RWT     | CHE | V.Vi. | Ancellotta × Gamay                                                                                    | 1981  | 35      | Schweiz |
| Gamaret - Pully B-13 |      |      | RWT     | CHE | V.Vi. | Gamay × Reichensteiner                                                                                | 1970  | 441     | Frankreich, Schweiz, Italien |
| Gamay Blanc Gloriod |      |      | WWT     | FRA | V.Vi. | Pinot × Heunisch Weiss                                                                                |       |         | |
| Gamay hâtif des Vosges - Gamay de Croncels, Gamay de Juillet, Gamay früh, Gamay hâtif de Juillet                                                                                                   |      |      | RWT     | FRA | V.Vi. | |       |         | |
| Gamay Noir - Gamay Beaujolais, Gamay, Gamay Precoce, Plant Robert, Gamay de Saint Romain |      |      | RWT     | FRA | V.Vi. | Pinot × Heunisch Weiss                                                                                |       | 26.221  | Anbauländer Chile, Ungarn, Vereinigtes Königreich, Frankreich, Schweiz, Brasilien, Portugal, Italien, Türkei, Argentinien, Uruguay, Südafrika, Kanada, Luxemburg, Neuseeland                                                                                          |
| Gamay Teinturier de Bouze - Gamay de Bouze, Gamay Mourot, Mouraud, Moureau, Mourot, Mourot de Russilly, Petit Mourot, Plant de Bouze                                                               |      |      | RWT     | FRA | V.Vi. | |       | 255     | Moldawien, Frankreich |
| Gamay Teinturier de Chaudenay - Faerbertraube, Gamay Chaudenay, Gamay de Chaudenay, Gamay Six Pieces, Gamay Teinturier, Gros Mourot, Plant Gris, Plant Rouge de Chaudenay, Teinturier de Chaudenay |      |      | RWT     | FRA | V.Vi. | |       | 142     | Frankreich |
| Gamay Teinturier Fréaux - Bavarica, Bojadiserka, Freau, Fréaux, Gammay Freaux |      |      | RWT     | FRA | V.Vi. | |       | 79      | Moldawien, Frankreich |
| Gamba Rossa |      |      | WWT     | ITA | V.Vi. | |       | 0       | Italien |
| Ganson |      |      | RWT     | FRA | V.Vi. | Garnacha Tinta × Jurancon Noir                                                                        | 1958  | 3       | Frankreich |
| Garandmak |      |      | WWT, TT | ARM | V.Vi. | |       | 930     | Armenia |
| Garanoir - Gastar, Granoir, Pully B-28, Granoir |      |      | RWT     | CHE | V.Vi. | Gamay × Reichensteiner                                                                                | 1970  | 229     | Frankreich, Schweiz, Italien |
| Garant - Granoir |      |      | TT      | DEU | I. C. | Solaris × Muscat Bleu                                                                                 | 1991  |         | |
| Garganega - Grecanico Dorato, Grecanico Dorato |      |      | WWT, TT | ITA | V.Vi. | |       | 8.554   | Brasilien, Italien, Argentinien |
| Gargiulo 102024 - Gargiulo, C G 45803,C.G.2539, C.G.4113 |      |      | TT      | ARG | V.Vi. | |       | 10      | Argentinien |
| Garnacha Blanca - Grenache Blanc |      |      | WWT     | ESP | V.Vi. | Garnacha Tinta Mutation                                                                               |       | 7.409   | Spanien, Frankreich, USA, Südafrika, Kroatien |
| Garnacha Peluda - Lladoner Gris, Lladoner Pelud, Lledoner, Lledoner Pelut, Lledoner Pelut |      |      | RWT     | ESP | V.Vi. | |       | 898     | Spanien, Frankreich |
| Garnacha Roja - Garnacha Rioja, Garnacho Rojo, Grenache Gris, Grenache Rouge, Grey Grenache, Piros Grenache, Rosco Dos Pinheiro, Szuerke Grenache                                                  |      |      | WWT     | ESP | V.Vi. | |       | 1.462   | Spanien, Frankreich, Griechenland, Südafrika, Thailand |
| Garnacha Tinta - Tocai Rosso, Cannonao, Grenache Noir, Cannonau, Vernaccia Nera, Garnacha, Grenache, Vernaccia Nera Grossa, Vernaccina Nero                                                        |      |      | RWT     | ESP | V.Vi. | |       | 150.096 | Anbauländer Spanien, Peru, Chile, Frankreich, Brasilien, Portugal, Algerien, Marokko, Tunesien, Italien, Türkei, USA, Argentinien, Uruguay, Südafrika, Australien, Kanada, China, Kroatien, Zypern, Mexiko, Neuseeland                                                |
| Garonnet - Seyve-Villard 18-283 |      |      | RWT     | FRA | I. C. | Chancellor × Subereux                                                                                 |       | 10      | Frankreich |
| Garrido Fino |      |      | WWT, TT | ESP | V.Vi. | |       | 54      | Spanien |
| Gascon - Abondance, Arribet, Cabernet Gros, |      |      | RWT     | FRA | V.Vi. | |       | 1       | Frankreich |
| Gateta |      |      | RWT, TT | ESP | V.Vi. | |       |         | Spanien |
| Gegic |      |      | WWT, TT | YUG | V.Vi. | |       |         | Kroatien |
| Geisenheim 318-57 - Geisenheim 813-57, Geisenheim Hybrids |      |      | WWT     | DEU | I. C. | Riesling × Chancellor                                                                                 | 1957  | 14      | Kanada |
| Gelbhölzer - Geisenheim Hybrids |      |      | RWT, TT | DEU | V.Vi. | |       |         | |
| Generosa |      |      | WWT     | PRT | V.Vi. | Fernao Pires × Sultana Moscata                                                                        |       | 328     | Ungarn, Portugal |
| Geneva Red 3 - GR 3 New York 34981 |      |      | RWT     | USA | I. C. | Buffalo × Baco                                                                                        |       | 32      | USA |
| Genovèse - Albarolla, Bianchetta genovese, Scimiscia |      |      | WWT     | ITA | V.Vi. | |       | 5       | Frankreich, Italien |
| Genovese - Genovèse |      |      | WWT     | ITA | V.Vi. | |       |         | Frankreich, Italien |
| Gesztus |      |      | WWT     | HUN |       | Pozsonyi × Pinot Gris                                                                                 | 1965  | 0       | Ungarn |
| Gewürztraminer |      |      | WWT     |     | V.Vi. | |       | 12.823  | Anbauländer Spanien, Chile, Vereinigtes Königreich, Moldawien, Ukraine, Rumänien, Frankreich, Schweiz, Brasilien, Portugal, Italien, USA, Uruguay, Südafrika, Australien, Österreich, Bulgarien, Kanada, China, Kroatien, Tschechien, Luxemburg, Neuseeland, Slowakei |
| Gibi - Augibi, Jubi Blanc, Maccabeu à Gros Grains, Panse Blanche, Passerille Blanche, Tercia Blanc, Alzibib, Aparia, Gibi, Laco Blanco                                                             |      |      | WWT TT  | SPA | V.Vi. | |       | 785     | Argentinien |
| Ginestra |      |      | TT      | ITA | V.Vi. | |       | 1       | Italien |
| Giro Nero - Girò, Aghina Barja, Gea, Gira |      |      | RWT     | ITA | V.Vi. | |       | 144     | Italien |
| Glera - Prosecco, Prosecco Tondo, Prosecco Balbi, Prosecco Bianco, Prosecco Nostrano |      |      | WWT     | ITA | V.Vi. | |       | 20.109  | Brasilien, Italien, Argentinien |
| Godello - Agudello, Godelho, Gouveio |      |      | WWT     |     | V.Vi. | |       | 1406    | Spanien, Brasilien, Portugal |
| Goecseji Zamatos - Gocseji Zamatos, Gecsei Zamatos |      |      | WWT, TT | HUN | I. C. | Eger 1 × Medoc Noir                                                                                   | 1957  | 50      | Ungarn, Russische Föderation |
| Goher Piros - Gohér |      |      | WWT     | HUN | V.Vi. | |       |         | Ungarn |
| Goldburger |      |      | WWT     | AUT | V.Vi. | Welschriesling × Orangetraube                                                                         | 1922  | 98      | Ungarn, Österreich |
| Golden Muscat - New York 10303 |      |      | WWT, TT | USA | I. C. | Muscat Hamburg × Diamond                                                                              | 1915  | 50      | USA, Taiwan |
| Goldmuskateller - Moscato Giallo, Moscat, Moscatel, Moscato Cipro, Moscatel Amarilla, Muskat Zuti, Moscatel Amarillo                                                                               |      |      | WWT     | ITA | V.Vi. | |       | 1634    | Brasilien, Italien, Kroatien |
| Goldriesling |      |      | WWT     | FRA | V.Vi. | Riesling × Malingre Precoce                                                                           | 1893  | 24      | Deutschland |
| Goldtraminer - I.R. 84-11, Incrocio Rigotti 84-11, Rigotti 84-11 |      |      | WWT     | ITA | V.Vi. | Garganega × Savagnin = Traminer                                                                       |       | 5       | Italien |
| Golia |      |      | WWT     | ROU |       | Sauvignon Blanc × Sarba                                                                               |       | 0       | Rumänien |
| Golubok - Goluboc |      |      | RWT     | UKR | I. C. | Severnyi × Mixture Of Pollen Odesskii Rannii, 40 Let Oktiabria, (Alikant Boushe × Cabernet Sauvignon) | 1958  | 37      | Moldawien, Russische Föderation |
| Goncalo Pires |      |      | RWT     | PRT | V.Vi. | |       | 1       | Portugal |
| Goron de Bovernier - Rouge de Bovernier |      |      | RWT     | CHE | V.Vi. | Rouge du Pays × unbekannte Sorte?                                                                     |       |         | Schweiz |
| Goruli Mtsvane - Cisiane, Cvishkhury, Dedali Mtvane, Djichiani, Djishiani, Djisiane, Dzhishiane, Dzhishiani                                                                                        |      |      | WWT     | GEO | V.Vi. | |       | 287     | Georgien |
| Gosen - I.R. 123- 4, Incrocio Rigotti 123- 4, Rigotti 123- 4 |      |      | RWT     | ITA | V.Vi. | Carmenere × Teroldego                                                                                 |       | 0       | Italien |
| Gouget - Gouget Noir, Gouge, Gouge Noir, Lyonnais, Gouais |      |      | RWT     | FRA | V.Vi. | |       | 3       | Frankreich |
| Goustolidi - Agoustoulidi, Augoustelidi, Augoustelli, Augoustiatis, Avgoustiatis, Avgoustoldi, Avgoustolidi, Aygoystelidi                                                                          |      |      | WWT     | GRC | V.Vi. | |       | 19      | Griechenland |
| Gouveio Preto |      |      | RWT     | PRT |       | |       | 0       | Portugal |
| Gouveio Real - Verdelho |      |      | WWT     | PRT | V.Vi. | |       | 581     | Portugal |
| Gouveio Roxo - Mogadouro |      |      | WWT     | PRT | V.Vi. | |       | 238     | Portugal |
| Gouveio |      |      | WWT     | PRT | V.Vi. | Savagnin = Traminer × Castellana Blanca                                                               |       | 2.600   | Portugal, Russland (Krim) |
| Grachen |      |      | WWT     | ZAF | V.Vi. | |       | 2       | Südafrika |
| Graciano - Tinta Miuda, Cagnulari, Morrastel, Graciana, Bovale, Tintilla de Rota, Tinta Fontes |      |      | RWT     | ESP | V.Vi. | |       | 2.910   | Spanien, Chile, Frankreich, Portugal, Italien, Argentinien |
| Graisse |      |      | WWT     | FRA | V.Vi. | |       | 1       | Frankreich |
| Gramon |      |      | RWT     | FRA | V.Vi. | Garnacha Tinta × Aramon Noir                                                                          | 1960  | 3       | Frankreich |
| Grand Noir de la Calmette - Grand Noir de la Calmette, Baga, Galliko, Tinta, Tinta Fina, Gran Negro, Grand Noir de la Calmette, Grand Black von Calmette                                           |      |      | RWT     | FRA | V.Vi. | Graciano × Bouschet Petit                                                                             | 1855  | 707     | Spanien, Frankreich, Portugal, Argentinien |
| Grando - Gran Negro, Grand Noir de La Calmette |      |      | WWT     | DEU | V.Vi. | Riesling × Silvaner × Müller-Thurgau                                                                  |       |         | |
| Grangeal |      |      | RWT     | PRT | V.Vi. | |       | 1       | Portugal |
| Granho |      |      | WWT     | PRT | V.Vi. | |       | 0       | Portugal |
| Grapariol |      |      | WWT     | ITA | V.Vi. | |       | 2       | Italien |
| Grasa de Cotnari - Armas, Coarna, Dicktraube, El Grasz, Furmint, Grasa, Grasa di Cotnari, Grasa Galbena                                                                                            |      |      | WWT     | MDA | V.Vi. | |       | 632     | Ungarn, Rumänien |
| Grassen |      |      | RWT     | FRA | V.Vi. | |       | 0       | Frankreich |
| Grechetto Bianco - Grechetto |      |      | WWT     | ITA | V.Vi. | |       | 2.050   | Italien |
| Grechetto Rosso |      |      | RWT     | ITA | V.Vi. | |       | 49      | Italien |
| Greco - Asprinio, Grec, Greco di Tufo |      |      | WWT     |     | V.Vi. | |       | 158     | Italien, Argentinien |
| Greco Bianco di Novara |      |      | WWT     | ITA | V.Vi. | |       |         | |
| Greco Bianco |      |      | WWT     | ITA | V.Vi. | |       | 2.050   | Italien |
| Greco Nero |      |      | RWT, TT | ITA | V.Vi. | Terrano × Grenache                                                                                    |       | 437     | Italien, Argentinien |
| Grignolino |      |      | RWT     | ITA | V.Vi. | |       | 911     | Italien |
| Grillo - Riddu |      |      | WWT     | ITA | V.Vi. | Catarratto Bianco Comune × Muscat Of Alexandria                                                       |       | 7.383   | Italien |
| Gringet - Gringet Gras, Gros Gringet, Petit Gringet |      |      | WWT     | FRA | V.Vi. | |       | 15      | Frankreich |
| Grolleau Gris |      |      | WWT     | FRA | V.Vi. | |       | 452     | Frankreich |
| Grolleau Noir - Franc Noir, Gamay de Chatillon, Gamay-Groslot, Gloire de Tours, Grolleau, Grolleau de Cinq-Mars, Grolleau de Touraine, Grolleau de Tours                                           |      |      | RWT     | FRA | V.Vi. | |       | 1.949   | Frankreich |
| Groppella |      |      | RWT     |     |       | |       |         | |
| Groppello di Mocasina - Gropel, Grupela Nera, Groppello di Santo Stefano |      |      | RWT     | ITA | V.Vi. | |       | 24      | Italien |
| Groppello di Revo - Gropel, Gropel Nones |      |      | RWT     | ITA | V.Vi. | |       | 12      | Italien |
| Groppello Gentile - Groppella, Groppello Comune |      |      | RWT     | ITA | V.Vi. | |       | 78      | Italien |
| Gros Cabernet |      |      | RWT     | FRA | V.Vi. | Fer × Txakoli                                                                                         |       |         | |
| Gros Mansois |      |      | RWT     | FRA | V.Vi. | Cahours × Fer                                                                                         |       | 3.069   | |
| Grossa |      |      | WWT     |     |       | |       | 54      | Portugal |
| Guardavalle - Greco Bianco, Vardavalli |      |      | WWT     | ITA | V.Vi. | |       | 16      | Italien |
| Guarnaccia |      |      | WWT     | ITA | V.Vi. | |       |         | |
| Gutedel Rot - Chasselas Roxo, Chasselas Rose |      |      | WWT, TT |     | V.Vi. | |       | 95      | Frankreich, Portugal |
| Gutedel - Chasselas, Fendant, Gutedel, Chasselas Dorato, Chaslas, Chasselas Dorada, Weißer Gutedel, Plemenka Bijela                                                                                |      |      | WWT, TT |     | V.Vi. | |       | 13119,3 | Anbauländer Spanien, Chile, Deutschland, Ungarn, Frankreich, Russische Föderation, Schweiz, Brasilien, Portugal, Italien, Kanada, Kroatien, Neuseeland, Serbia |
| Gutenborner - Geisenheim 17- 52 |      |      | WWT     | DEU | V.Vi. | Müller-Thurgau × Chasselas Blanc                                                                      | 1928  |         | Vereinigtes Königreich |
| Gyoengyrizling - Gyongrizling, Gyongyrizling, Merengoe 2, Perlriesling |      |      | WWT     | HUN | V.Vi. | Riesling Klon GM 239 × Perle von Czaba                                                                |       | 16      | Ungarn |